# Veronica Mazza
Veronica Mazza (Nola, 17 maggio 1973) è un'attrice italiana, nota per il personaggio di Cinzia Maiori che interpreta nella soap opera di Rai 3 Un posto al sole.

## Biografia
Si è diplomata all’Accademia del Teatro Bellini di Napoli.
Ha partecipato a numerosi allestimenti di grande prestigio, firmati tra gli altri da: Giorgio Albertazzi, Tato Russo, Antonio Casagrande, Mario Scarpetta, Gigi Savoia, Renato Carpentieri, Gianfranco D'Angelo, Walter Manfrè. Fonda insieme all’autore, attore, regista Eduardo Tartaglia una compagnia di nuova drammaturgia. È protagonista del film Ci sta un francese, un inglese e un napoletano nel 2008 per il quale ha ricevuto molti premi. Nel 2005 entra come guest di serie nella soap opera napoletana Un posto al sole, nel ruolo di Cinzia Maiori.
È sposata con il regista e attore Eduardo Tartaglia.

## Teatro
- Chi arde per amor... si scotta e suda, regia di Eduardo Tartaglia
- Sveglia e vinci, regia di Eduardo Tartaglia
- Ci sta un francese, un inglese e un napoletano, regia di Eduardo Tartaglia
- I fiori del latte, regia di Eduardo Tartaglia
- La valigia sul letto, regia di Eduardo Tartaglia
- Divieto di svolta, regia di Eduardo Tartaglia
- Ragazze sole con qualche esperienza, regia Francesco Saponaro

## Filmografia

### Cinema
- Isotta, regia di Maurizio Fiume (1996)
- Il mare, non c'è paragone, regia di Eduardo Tartaglia (2002)
- Ci sta un francese, un inglese e un napoletano, regia di Eduardo Tartaglia (2008)
- La valigia sul letto, regia di Eduardo Tartaglia (2010)
- Sono un pirata, sono un signore, regia di Eduardo Tartaglia (2013)
- Se mi lasci non vale, regia di Vincenzo Salemme (2016)
- C'è di nuovo la valigia sul letto, regia di Eduardo Tartaglia (2023)

### Televisione
- La squadra – serie TV
- Un posto al sole – soap opera (2005-2008, 2013, 2014, 2016, 2017-2018, 2019-in corso)
- I delitti del cuoco – serie TV (2010)
- Gomorra - La serie – serie TV, episodio 5x09 (2021)
- Pesci piccoli - Un'agenzia. Molte idee. Poco budget – serie TV (2023-in corso)

## Riconoscimenti
Per il ruolo di Noemi nel film Ci sta un francese, un inglese e un napoletano, ha ricevuto, in qualità di migliore attrice protagonista 2008, i seguenti premi:
- Ischia Award Film Festival – Migliore attrice esordiente
- Premio Massimo Troisi – Rivelazione cinematografica 2008
- Premio Napoli Cultural Classic – Attrice di cinema 2008
- Premio Festival Nazionale del Cinema di Cava de' Tirreni Il Farfariello d'oro 2008 – Migliore attrice protagonista